# Posilhac
Posilhac (en francès Pouzilhac) és un municipi francès situat al departament del Gard i a la regió d'Occitània.